# 长乐镇 (南充市)
长乐镇，是中华人民共和国四川省南充市高坪区下辖的一个乡镇级行政单位。2019年10月，撤销隆兴乡、斑竹乡、南江乡，将其所属行政区域划归长乐镇管辖。

## 行政区划
长乐镇下辖以下地区：
幸福街社区、永康街社区、跳墩坝村、石板坡村、柏树林村、三板桥村、东庙子村、柳家沟村、白庙子村、长兴沟村、三清庙村、红岩洞村、白塔寺村、空洞坳村、苏家桥村和迴龙桥村，福龙桥村、五棕堂村、新桥沟村、西林沟村、晒阳坡村、丁家庙村、白洋桥村、石老婆村、混源寺村、粟家盖村、浸水寨村、高滩寺村、千佛寺村和峦鼓垌村，锦屏村、白果桥村、池鼓寨村、蟠龙寨村、庙子沟村、大兴桥村、滩头坝村、麻柳山村、四河头村、倒马坎村、朝阳庵村和梯子坎村，四方井村、七里沟村、老元观村、猫儿寨村、灯高山村、弥陀寺村、天云寺村和石垭口村。